# Nguyễn Văn Hùng (chính khách sinh năm 1964)
Nguyễn Văn Hùng (2 tháng 2 năm 1964 – 21 tháng 11 năm 2022) là chính khách Việt Nam. Ông từng là Ủy viên Ban Chấp hành Trung ương Đảng Cộng sản Việt Nam khóa XIII, Phó Chủ nhiệm Ủy ban Kiểm tra Trung ương.

## Lý lịch và học vấn
Nguyễn Văn Hùng sinh ngày 2 tháng 2 năm 1964, quê quán xã Bình An, huyện Thăng Bình, tỉnh Quảng Nam;
Trình độ: 
- Học vấn: 12/12;[2]
- Chuyên môn: Tiến sỹ Kinh tế;[2]
- Lý luận chính trị: Cử nhân.[2]

## Sự nghiệp

### Tỉnh Kon Tum
Nguyễn Văn Hùng đã từng trải qua các chức vụ: Giám đốc Sở Kế hoạch và Đầu tư tỉnh Kon Tum; Bí thư Huyện ủy, Chủ tịch Hội đồng nhân dân huyện Kon Plông, tỉnh Kon Tum; Ủy viên Ban Thường vụ Tỉnh ủy, Trưởng Ban Dân vận Tỉnh ủy Kon Tum; Phó Bí thư Tỉnh ủy, Phó Chủ tịch Ủy ban nhân dân tỉnh Kon Tum nhiệm kỳ 2004-2011.
Ngày 14/12/2010, tại kỳ họp lần thứ 15, Hội đồng nhân dân tỉnh Kon Tum khóa IX, ông Nguyễn Văn Hùng, được bầu giữ chức vụ Chủ tịch Ủy ban nhân dân tỉnh Kon Tum, nhiệm kỳ 2004-2011.
Sáng ngày 26/2/2015, Tỉnh ủy Kon Tum tổ chức Hội nghị Ban chấp hành Đảng bộ tỉnh bất thường bầu Nguyễn Văn Hùng giữ chức vụ Bí thư Tỉnh ủy Kon Tum nhiệm kỳ 2010- 2015, với số phiếu bầu 53/55.
Chiều ngày 23/4/2015, Hội đồng nhân tỉnh Kon Tum khóa X, nhiệm kỳ 2011-2016, tổ chức kỳ họp bất thường, bầu Nguyễn Văn Hùng giữ chức vụ Chủ tịch Hội đồng nhân dân tỉnh Kon Tum.
Sáng ngày 3/10/2015, tại Hội nghị lần thứ nhất, Đại hội đại biểu Đảng bộ tỉnh Kon Tum lần thứ XV, nhiệm kỳ 2015-2020 đã bầu Nguyễn Văn Hùng tái đắc cử chức Bí thư Tỉnh ủy Kon Tum.
Tại Đại hội Đảng toàn quốc lần thứ XII (tháng 1/2016), ông Nguyễn Văn Hùng được bầu vào Ban Chấp hành Trung ương Đảng.
Ngày 1/7/2016, Hội đồng nhân dân tỉnh Kon Tum khóa XI, nhiệm kỳ 2016-2021 tổ chức kỳ họp thứ nhất, bầu Nguyễn Văn Hùng, tiếp tục giữ chức vụ Chủ tịch Hội đồng nhân dân tỉnh khóa XI nhiệm kỳ 2016-2021.

### Phó Chủ nhiệm Ủy ban Kiểm tra Trung ương
Ngày 14 tháng 05 năm 2020, tại Hội nghị lần thứ 12 Ban Chấp hành Trung ương Đảng, ông Nguyễn Văn Hùng được bầu làm Ủy viên Ủy ban Kiểm tra Trung ương
Từ tháng 06 năm 2020, ông Nguyễn Văn Hùng được bầu làm Phó chủ nhiệm Ủy ban Kiểm tra Trung ương.

### Qua đời
Ông qua đời vào lúc 12h31 trưa ngày 21 tháng 11 năm 2022 do tai nạn, nên đột ngột từ trần, nguyên nhân không được công bố. Huởng dương 58 tuổi